# Gabriel Gudmundsson
Gabriel Johan Gudmundsson (Malmö, 29 aprile 1999) è un calciatore svedese, centrocampista o difensore del Leeds Utd.

## Biografia
Gabriel Gudmundsson è figlio di Niklas Gudmundsson, giocatore con un passato in Premier League e in Nazionale.

## Carriera

### Club
Ha iniziato a giocare a calcio nello Snöstorp Nyhem FF, ma presto è passato all'Halmstad.
Pochi giorni dopo il compimento dei 17 anni di età, ha debuttato in prima squadra nel campionato di Superettan: la partita era Halmstad-Degerfors (0-1), giocata il 7 maggio 2016. Quell'anno Gudmundsson ha collezionato 17 presenze in campionato, due quelle da titolare, e la squadra ha ottenuto la promozione in Allsvenskan.
Gudmundsson ha esordito nella massima serie il 9 aprile 2017 quando era ancora minorenne, alla seconda giornata dell'Allsvenskan 2017, nel 2-2 sul campo dello Jönköpings Södra. In 12 presenze da titolare e 13 da subentrante ha realizzato complessivamente 4 gol: tanto è bastato per renderlo il miglior marcatore della sua squadra a fine stagione, seppur in coabitazione con Sead Hakšabanović, il quale però ha giocato poco più di metà stagione essendo stato ceduto ad agosto. L'Halmstad si è piazzato al penultimo posto ed è tornato in Superettan. Nonostante la retrocessione, Gudmundsson è rimasto in rosa fino all'estate 2019, quando è stato ceduto.
Il 28 maggio 2019 viene acquistato per 200.000 euro dal Groningen, club olandese con il quale si mette in mostra nella stagione 2020/2021 attirando su di se l’attenzione di diversi top club europei.
Il 31 agosto 2021 viene ceduto al Lilla.
Dopo 4 anni in Francia, sbarca in Inghilterra per giocare nella Premier League assieme alla squadra neo-promossa del Leeds Utd per la cifra di 11,60 millioni di euro.

### Nazionale
Nel maggio 2022 viene convocato per la prima volta in nazionale maggiore. Il 9 giugno dello stesso anno esordisce con la massima selezione svedese nella sconfitta per 0-1 contro la Serbia in Nations League.

## Statistiche

### Presenze e reti nei club
Statistiche aggiornate al 4 gennaio 2025.
| Stagione         | Squadra          | Campionato       | Campionato | Campionato | Coppe nazionali | Coppe nazionali | Coppe nazionali | Coppe continentali | Coppe continentali | Coppe continentali | Altre coppe | Altre coppe | Altre coppe | Totale | Totale |
| Stagione         | Squadra          | Comp             | Pres       | Reti       | Comp            | Pres            | Reti            | Comp               | Pres               | Reti               | Comp        | Pres        | Reti        | Pres   | Reti   |
| ---------------- | ---------------- | ---------------- | ---------- | ---------- | --------------- | --------------- | --------------- | ------------------ | ------------------ | ------------------ | ----------- | ----------- | ----------- | ------ | ------ |
| 2016             | Halmstad         | S                | 17+2       | 0          | CS              | 1               | 0               | -                  | -                  | -                  | -           | -           | -           | 20     | 0      |
| 2017             | Halmstad         | A                | 25         | 4          | CS              | 2               | 1               | -                  | -                  | -                  | -           | -           | -           | 27     | 5      |
| 2018             | Halmstad         | A                | 28         | 9          | CS              | 3               | 1               | -                  | -                  | -                  | -           | -           | -           | 31     | 10     |
| gen.-giu. 2019   | Halmstad         | A                | 10         | 1          | -               | -               | -               | -                  | -                  | -                  | -           | -           | -           | 10     | 1      |
| Totale Halmstad  | Totale Halmstad  | Totale Halmstad  | 80+2       | 14         |                 | 6               | 2               |                    | -                  | -                  |             | -           | -           | 88     | 16     |
| 2019-2020        | Groningen        | E                | 11         | 2          | CO              | -               | -               | -                  | -                  | -                  | -           | -           | -           | 11     | 2      |
| 2020-2021        | Groningen        | E                | 23         | 0          | CO              | -               | -               | -                  | -                  | -                  | -           | -           | -           | 23     | 0      |
| lugl.-ago. 2021  | Groningen        | E                | 3          | 0          | CO              | -               | -               | -                  | -                  | -                  | -           | -           | -           | 3      | 0      |
| Totale Groningen | Totale Groningen | Totale Groningen | 37         | 2          |                 | -               | -               |                    |                    |                    |             |             |             | 37     | 2      |
| set. 2021-2022   | Lilla            | L1               | 30         | 1          | CF              | 2               | 0               | UCL                | 4                  | 0                  | -           | -           | -           | 36     | 1      |
| 2022-2023        | Lilla            | L1               | 18         | 0          | CF              | 0               | 0               | -                  | -                  | -                  | -           | -           | -           | 18     | 0      |
| 2022-2023        | Lilla 2          | N3               | 1          | 0          | -               | -               | -               | -                  | -                  | -                  | -           | -           | -           | 1      | 0      |
| 2023-2024        | Lilla            | L1               | 25         | 1          | CF              | 2               | 0               | UECL               | 11                 | 0                  | -           | -           | -           | 38     | 1      |
| 2024-2025        | Lilla            | L1               | 16         | 1          | CF              | -               | -               | UCL                | 8                  | 0                  | -           | -           | -           | 24     | 1      |
| Totale Lilla     | Totale Lilla     | Totale Lilla     | 89         | 3          |                 | 4               | 0               |                    | 23                 | 0                  |             |             |             | 116    | 3      |
| Totale carriera  | Totale carriera  | Totale carriera  | 209        | 19         |                 | 10              | 2               |                    | 23                 | 0                  |             |             |             | 242    | 21     |

### Cronologia presenze e reti in nazionale
| Cronologia completa delle presenze e delle reti in nazionale ― Scozia | Cronologia completa delle presenze e delle reti in nazionale ― Scozia | Cronologia completa delle presenze e delle reti in nazionale ― Scozia | Cronologia completa delle presenze e delle reti in nazionale ― Scozia | Cronologia completa delle presenze e delle reti in nazionale ― Scozia | Cronologia completa delle presenze e delle reti in nazionale ― Scozia | Cronologia completa delle presenze e delle reti in nazionale ― Scozia | Cronologia completa delle presenze e delle reti in nazionale ― Scozia |
| Data                                                                  | Città                                                                 | In casa                                                               | Risultato                                                             | Ospiti                                                                | Competizione                                                          | Reti                                                                  | Note                                                                  |
| --------------------------------------------------------------------- | --------------------------------------------------------------------- | --------------------------------------------------------------------- | --------------------------------------------------------------------- | --------------------------------------------------------------------- | --------------------------------------------------------------------- | --------------------------------------------------------------------- | --------------------------------------------------------------------- |
| 9-6-2022                                                              | Solna                                                                 | Svezia                                                                | 0 – 1                                                                 | Serbia                                                                | UEFA Nations League 2022-2023 - 1º turno                              | -                                                                     | 77’                                                                   |
| 12-6-2022                                                             | Oslo                                                                  | Norvegia                                                              | 3 – 2                                                                 | Svezia                                                                | UEFA Nations League 2022-2023 - 1º turno                              | -                                                                     | 78’                                                                   |
| 24-3-2023                                                             | Solna                                                                 | Svezia                                                                | 0 – 3                                                                 | Belgio                                                                | Qual. Euro 2024                                                       | -                                                                     | 86’                                                                   |
| 27-3-2023                                                             | Solna                                                                 | Svezia                                                                | 5 – 0                                                                 | Azerbaigian                                                           | Qual. Euro 2024                                                       | -                                                                     |                                                                       |
| 16-6-2023                                                             | Solna                                                                 | Svezia                                                                | 4 – 1                                                                 | Nuova Zelanda                                                         | Amichevole                                                            | -                                                                     | 46’                                                                   |
| 12-10-2023                                                            | Solna                                                                 | Svezia                                                                | 3 – 1                                                                 | Moldavia                                                              | Amichevole                                                            | -                                                                     |                                                                       |
| 25-3-2024                                                             | Solna                                                                 | Svezia                                                                | 1 – 0                                                                 | Albania                                                               | Amichevole                                                            | -                                                                     | 63’                                                                   |
| 8-9-2024                                                              | Solna                                                                 | Svezia                                                                | 3 – 0                                                                 | Estonia                                                               | UEFA Nations League 2024-2025 - 1º turno                              | -                                                                     |                                                                       |
| 11-10-2024                                                            | Bratislava                                                            | Slovacchia                                                            | 2 – 2                                                                 | Svezia                                                                | UEFA Nations League 2024-2025 - 1º turno                              | -                                                                     |                                                                       |
| 14-10-2024                                                            | Tallinn                                                               | Estonia                                                               | 0 – 3                                                                 | Svezia                                                                | UEFA Nations League 2024-2025 - 1º turno                              | -                                                                     |                                                                       |
| 16-11-2024                                                            | Solna                                                                 | Svezia                                                                | 2 – 1                                                                 | Slovacchia                                                            | UEFA Nations League 2024-2025 - 1º turno                              | -                                                                     | 28’                                                                   |
| 19-11-2024                                                            | Solna                                                                 | Svezia                                                                | 6 – 0                                                                 | Azerbaigian                                                           | UEFA Nations League 2024-2025 - 1º turno                              | -                                                                     | 60’ 89’                                                               |
| 22-3-2025                                                             | Lussemburgo                                                           | Lussemburgo                                                           | 1 – 0                                                                 | Svezia                                                                | Amichevole                                                            | -                                                                     |                                                                       |
| 25-3-2025                                                             | Solna                                                                 | Svezia                                                                | 5 – 1                                                                 | Irlanda del Nord                                                      | Amichevole                                                            | -                                                                     |                                                                       |
| 6-6-2025                                                              | Budapest                                                              | Ungheria                                                              | 0 – 2                                                                 | Svezia                                                                | Amichevole                                                            | -                                                                     |                                                                       |
| Totale                                                                |                                                                       | Presenze                                                              | 15                                                                    |                                                                       | Reti                                                                  | 0                                                                     |                                                                       |